# Saint-Romain-les-Atheux
Saint-Romain-les-Atheux is een gemeente in het Franse departement Loire (regio Auvergne-Rhône-Alpes). De plaats maakt deel uit van het arrondissement Saint-Étienne. Saint-Romain-les-Atheux telde op 1 januari 2022 949 inwoners.

## Geografie
De oppervlakte van Saint-Romain-les-Atheux bedroeg op 1 januari 2022 14,68 vierkante kilometer; de bevolkingsdichtheid was toen 64,6 inwoners per km².

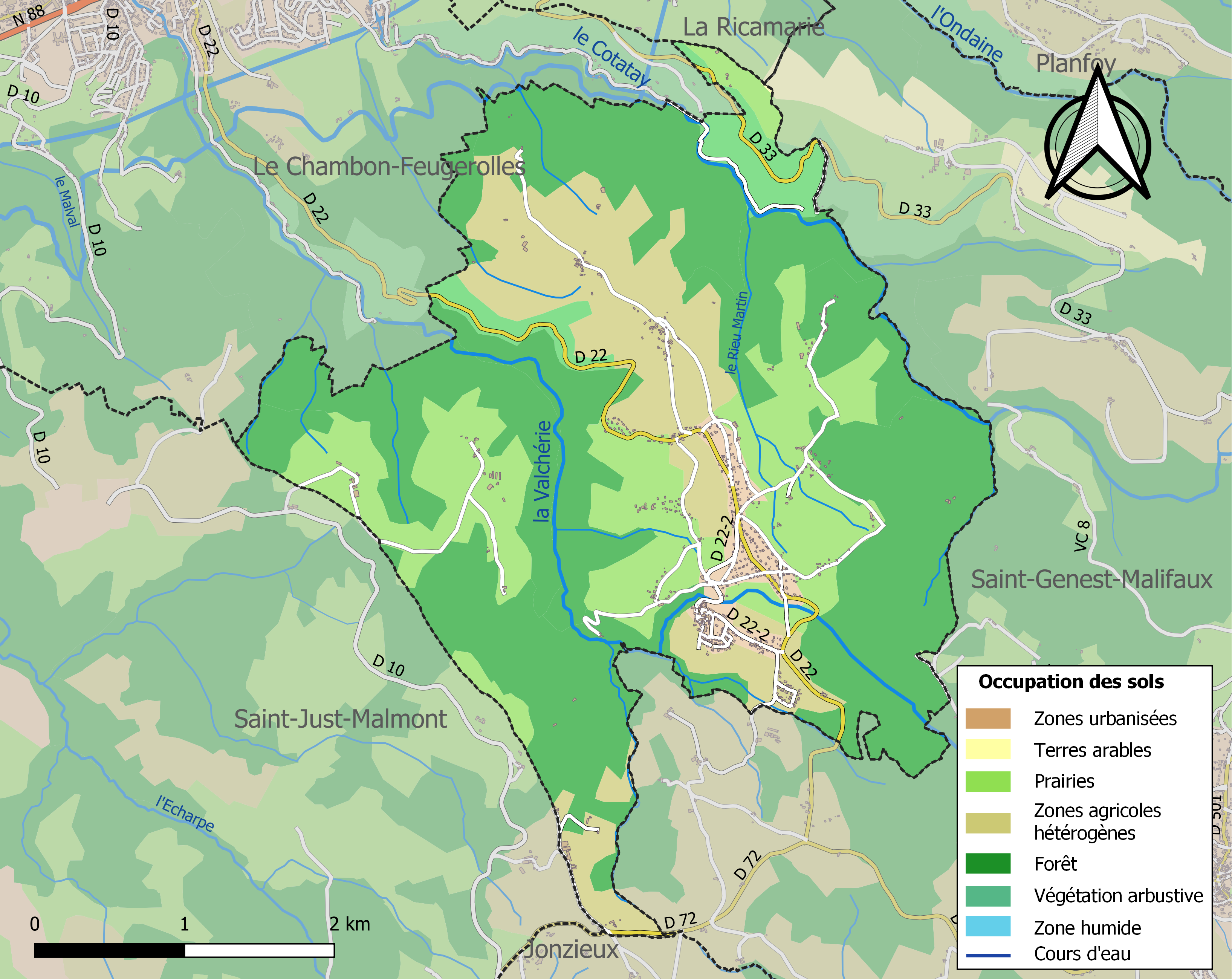
Kaart van de gemeente met de belangrijkste infrastructuur, bodemgebruik en omliggende gemeenten

## Demografie
Onderstaande figuur toont het verloop van het inwonertal (bron: INSEE-tellingen).